# Помйыв
Помйыв  — деревня в Сысольском районе Республики Коми в составе сельского поселения  Куратово. 

## География
Расположена на расстоянии менее 3 км на юго-запад от центра поселения села Куратово.  

## История
Была известна с 1859 года. В переводе с коми означает «Верхний Пом».

## Население
Постоянное население  составляло 24 человека (коми 88%) в 2002 году, 23 в 2010 .